# Kerk van Westernieland
De kerk van Westernieland is een romanogotische zaalkerk uit de dertiende eeuw. Oorspronkelijk stond de kerk midden in het dorp Westernieland, maar na de kerstvloed van 1717 werd het dorp, dat grotendeels ten onder was gegaan, een stuk ten oosten opnieuw opgebouwd. De kerk staat daarom nu aan de rand van het dorp. 
De toren met zadeldak is gebouwd in de veertiende eeuw. In de negentiende eeuw verdween het metselwerk van de kerk onder een geelgeverfde pleisterlaag. In 1893 werd een kerkorgel geplaatst door de firma Van Oeckelen te Glimmen. In 2008 werd de kerk overgedragen aan de Stichting Oude Groninger Kerken.

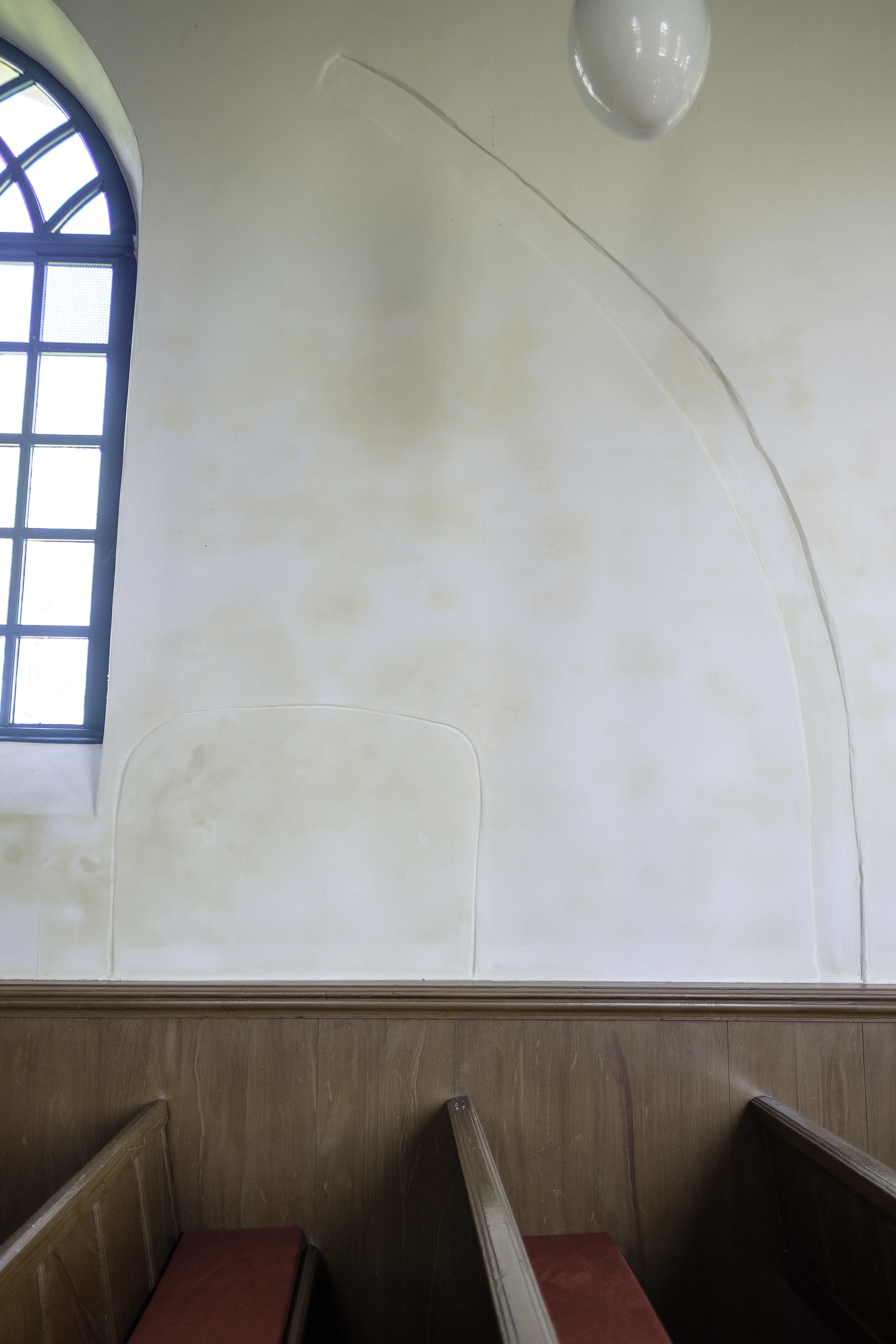
Restant van een muraalboog van de oorspronkelijke kerk
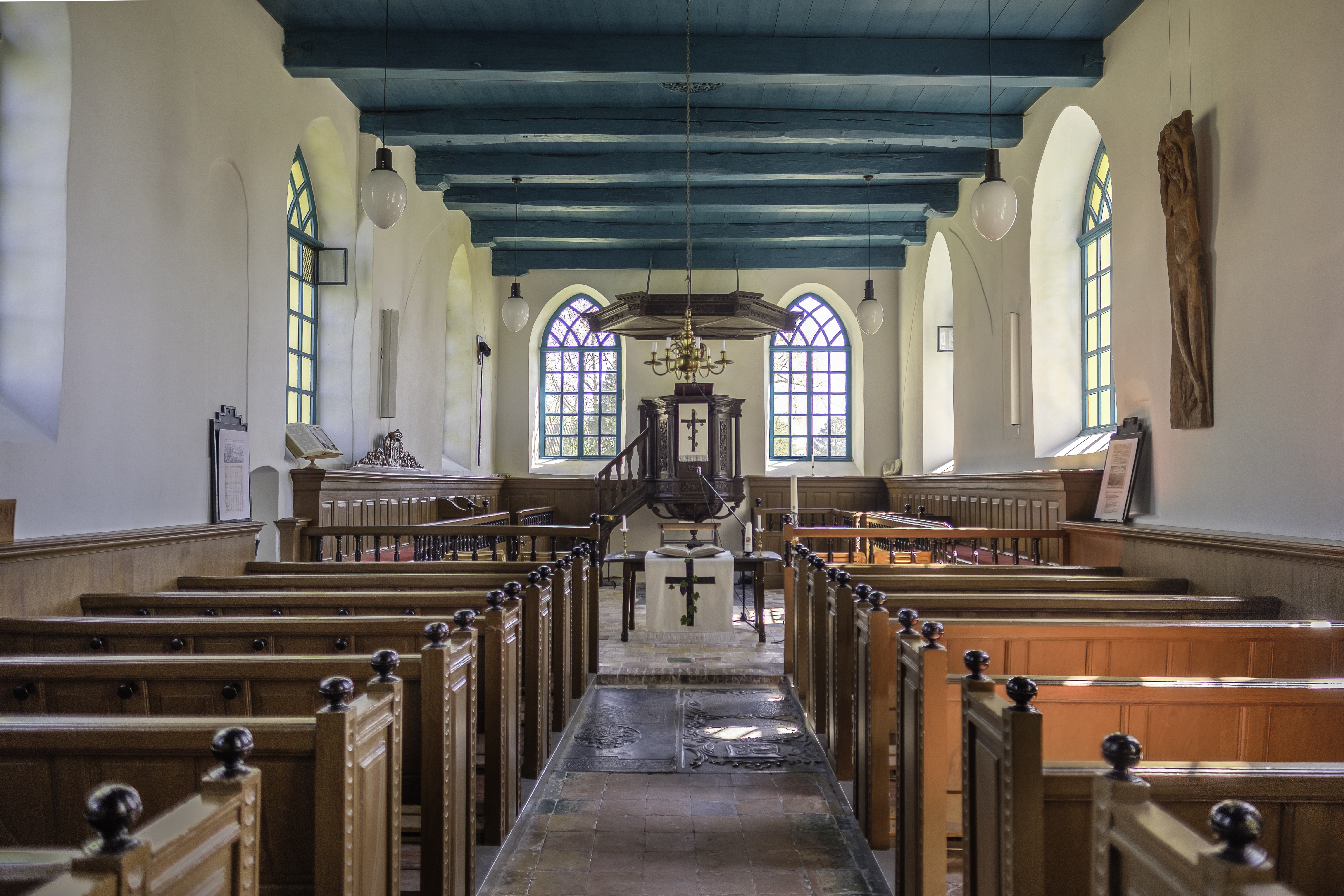
Interieur
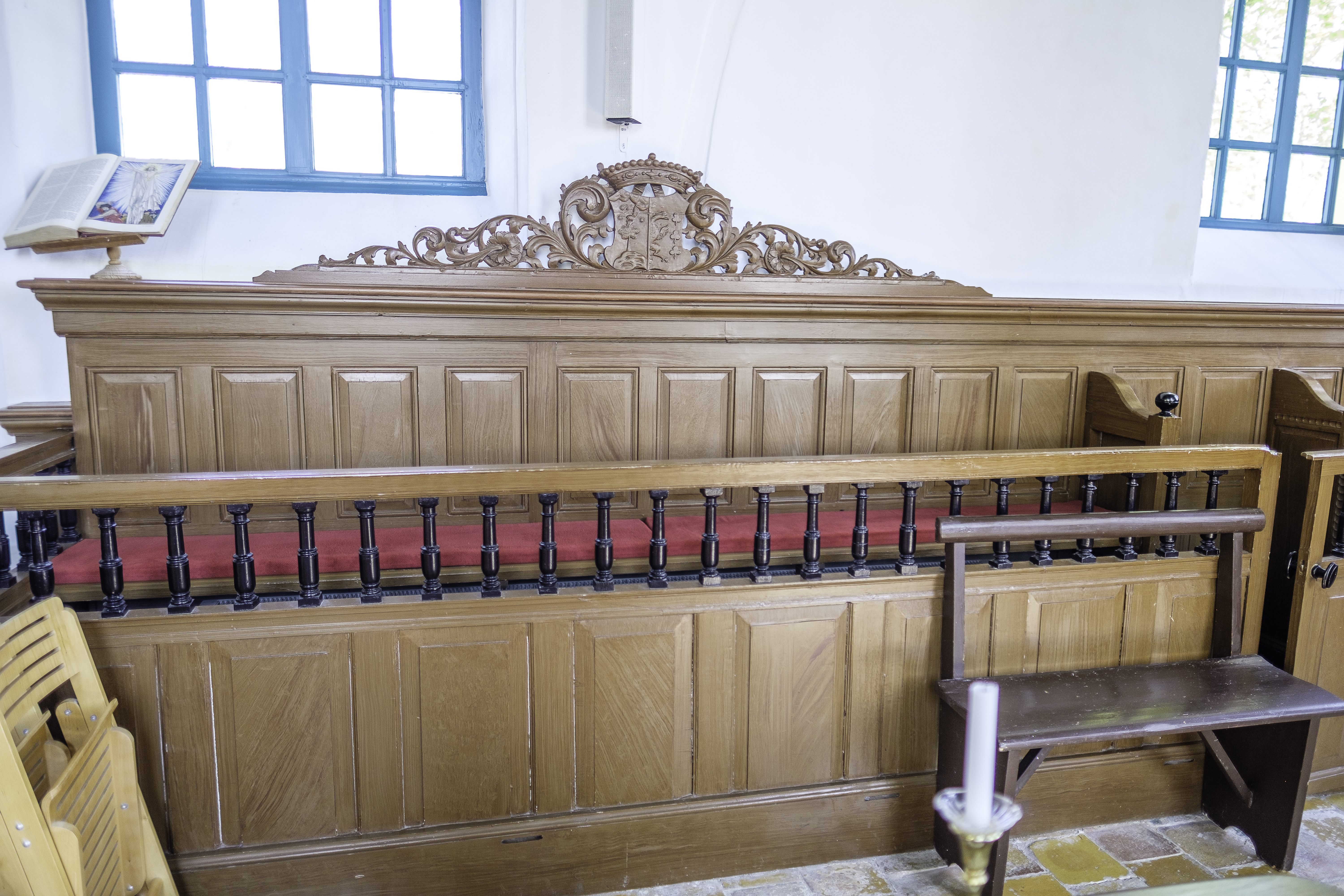
Herenbank
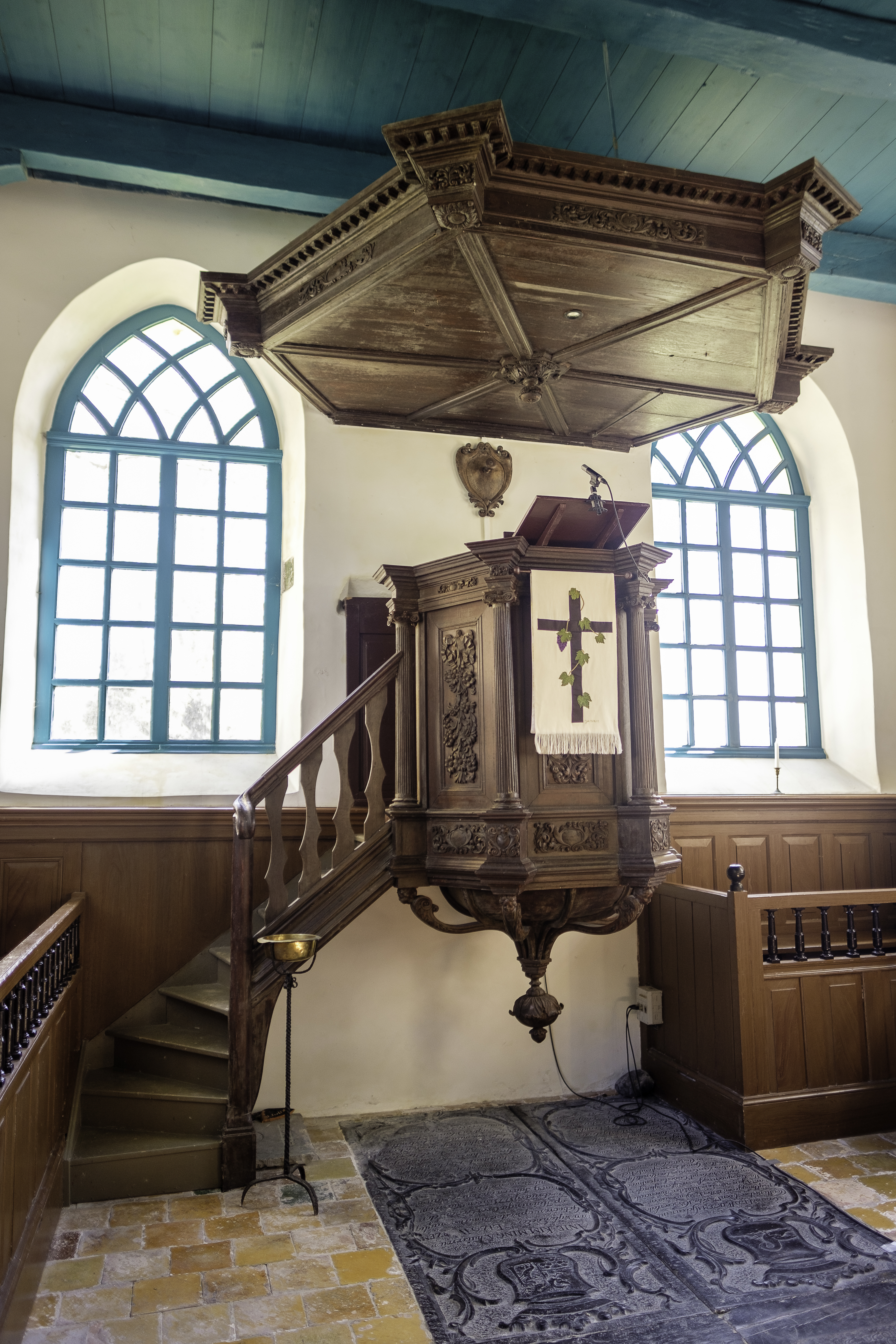
Kansel
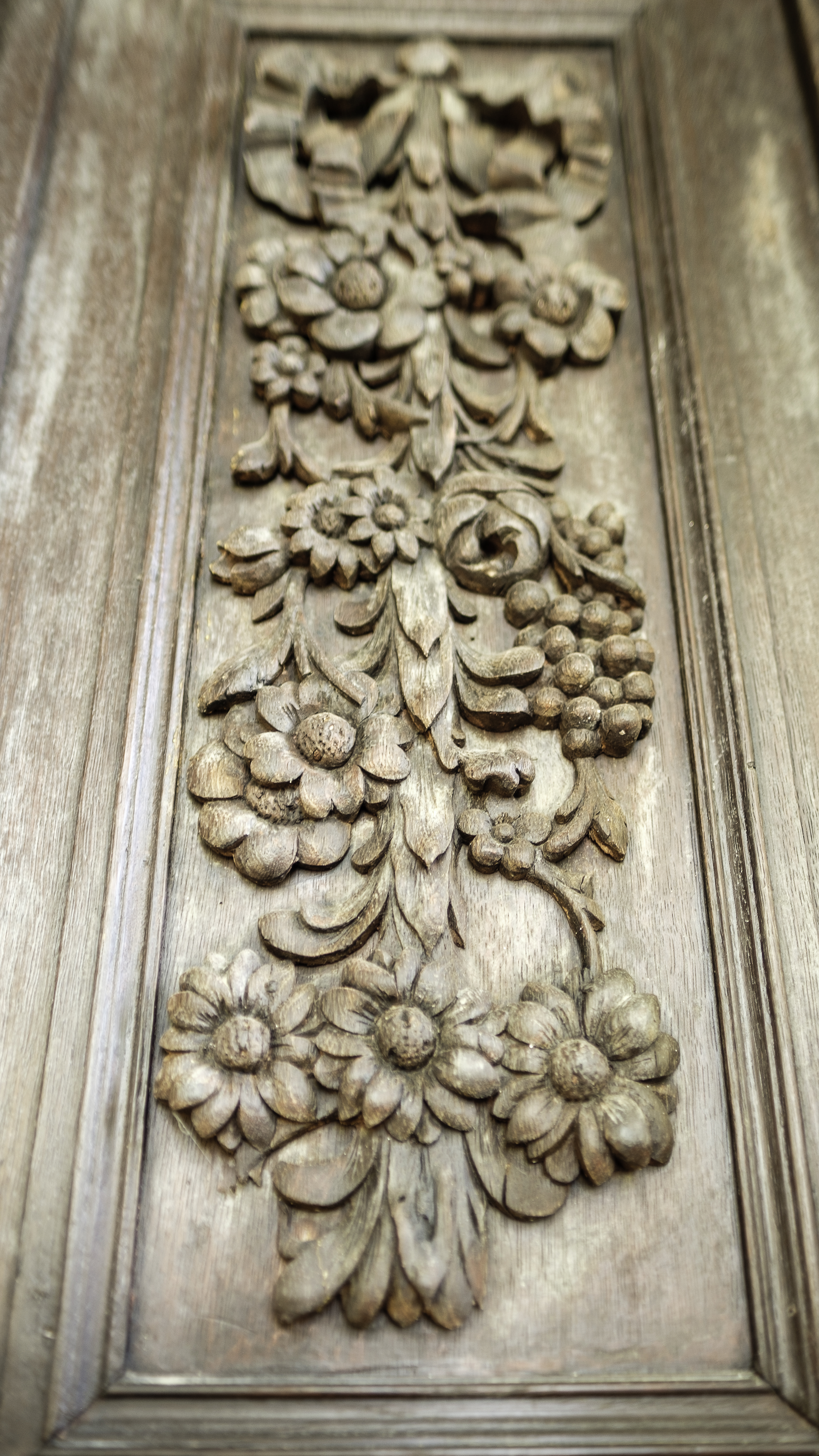
Houtsnijwerk op de kansel
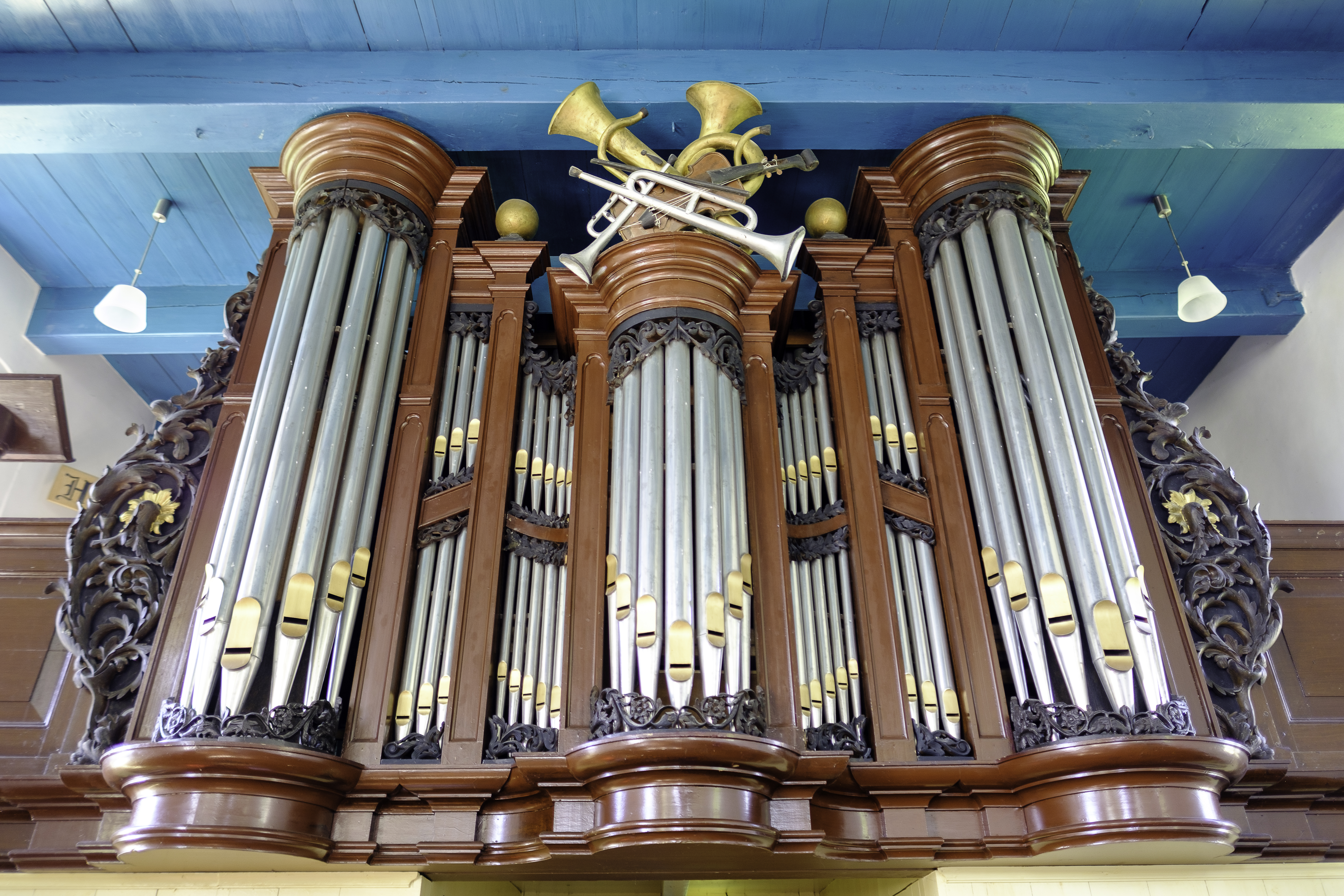
Het Van Oeckelen-orgel uit 1893
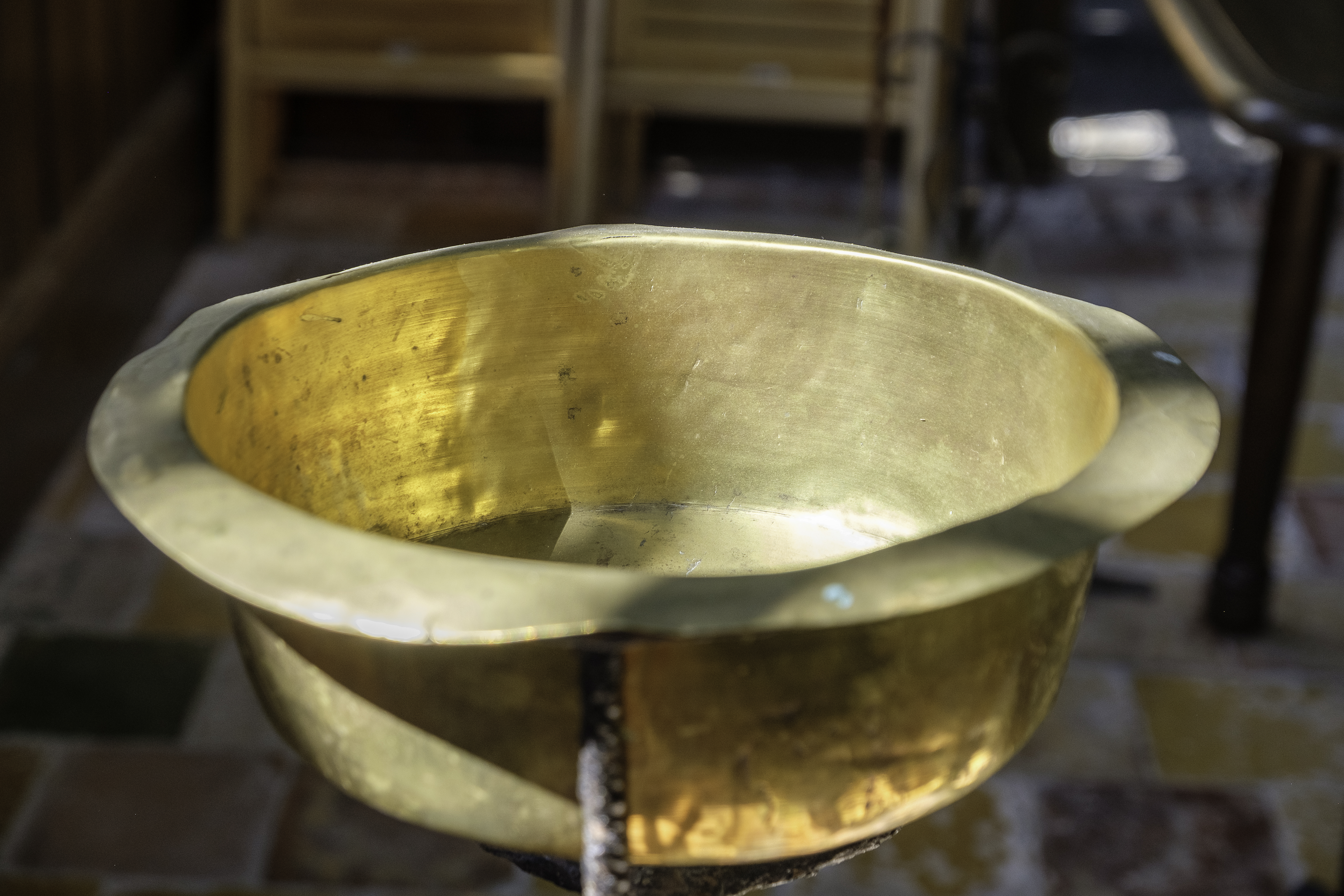
Doopbekken
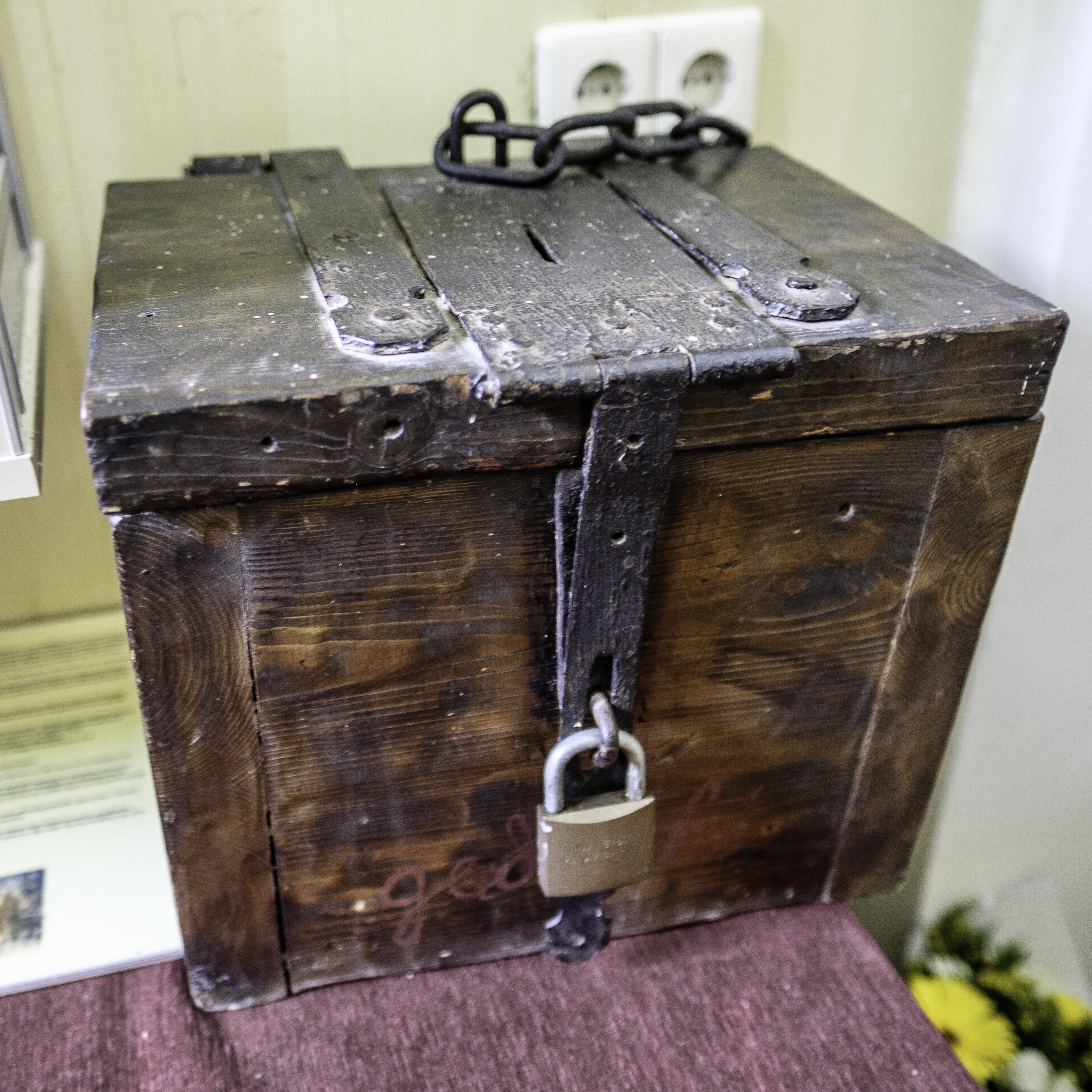
Aalmoezenkist